# 跨道橋

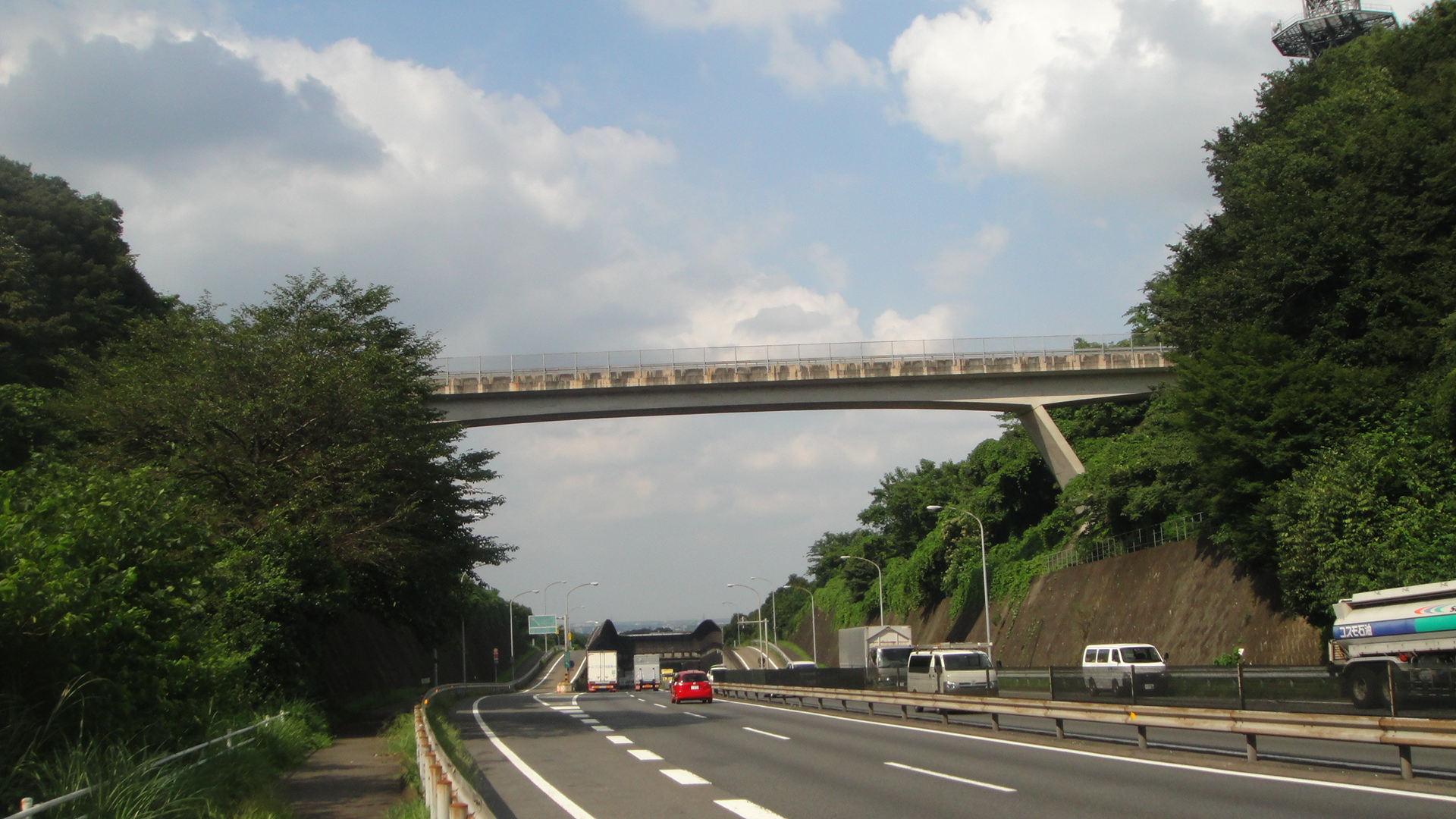
八王子バイパスの「道了山跨道橋」

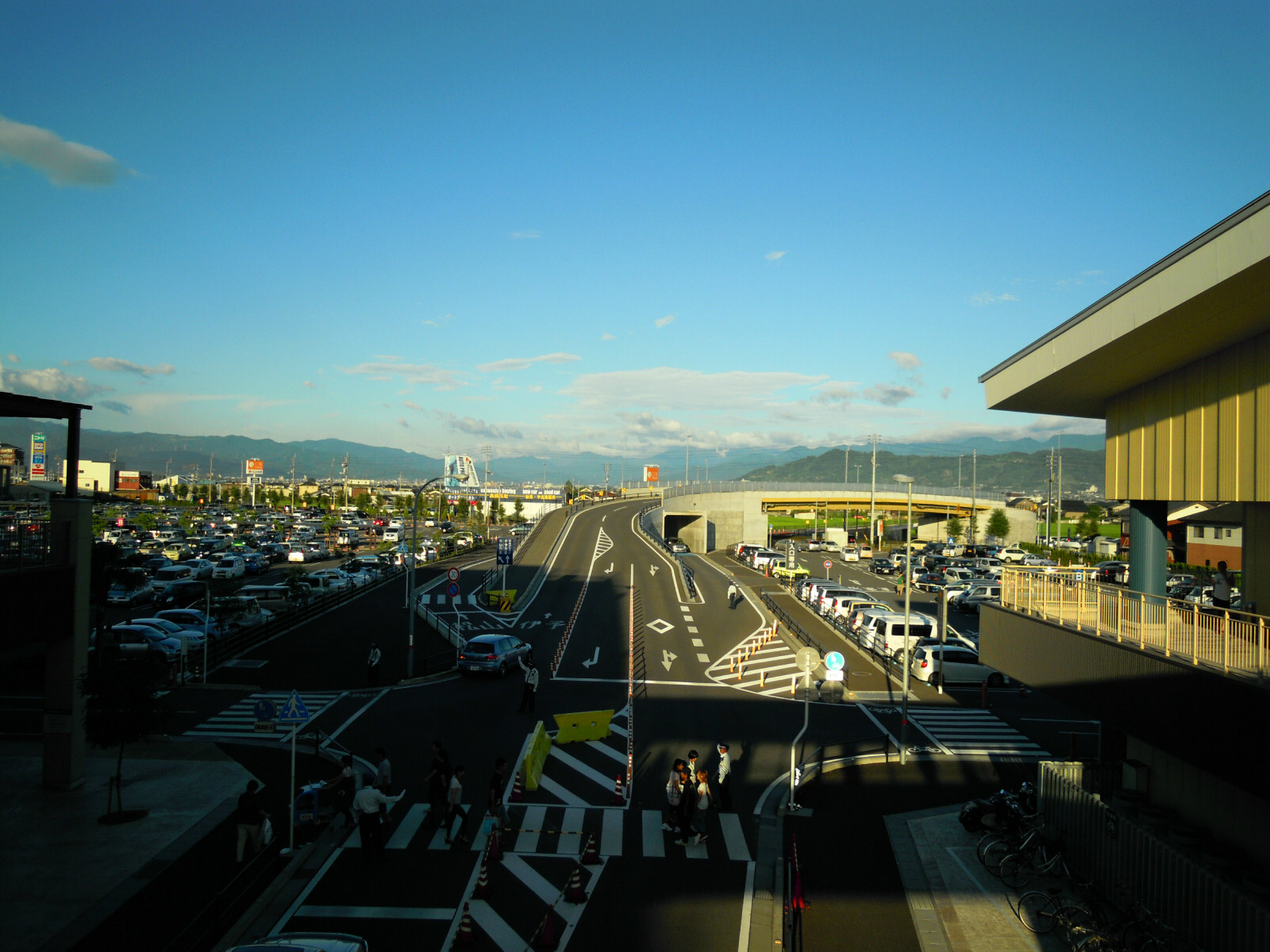
渋滞予防目的で大型商業施設に設置された跨道橋。(エミフルMASAKI)

跨道橋（こどうきょう）は、道路の上を越えるために設置される橋。架道橋とも呼ばれる。

## 概要
主に道路に対し施設の反対側から入場する車両による渋滞を回避するためや、高低差のある道路に設置される。「陸橋」とも呼ばれることがあるが、その地点だけを越えるという点では「高架橋」とは区別できる。道路橋として、一般道路が高速道路を立体交差でまたぐ場合、鉄道橋として、鉄道が道路をまたぐ場合、水道橋として、水路が道路をまたぐ場合がある。